# Карханін Юрій Іванович
Юрій Іванович Карханін (29 квітня 1911 — 28 січня 1993) — український вчений в галузі електрофізики, професор.

## Біографія
Народився 29 квітня 1911 року. У 1937 році закінчив фізико-математичний факультет Київського державного університету імені Т. Г. Шевченка за спеціальністю «електрофізика».
В 1937–1941 роках — аспірант, асистент та заступник декана фізичного факультету Київського університету. В 1941–1946 служив у діючій Червоній армії (гвардії капітан). З 1946 року знову працював в Київському університеті. Був старшим викладачем, доцентом. У 1955 році захистив кандидатську дисертацію на тему «Дослідження люмінесценції закису міді».
В 1954–1963 роках — декан радіофізичного факультету. У 1960–1969 роках працював завідувачем кафедри електрофізики радіофізичного факультету. В 1961 році захистив докторську дисертацію на тему: «Властивості і перетворення атомних, молекулярних і колоїдних центрів забарвлення в нагрітих лужно-галоїдних кристалах». У 1969–1973 роках — професор кафедри експериментальної фізики фізичного факультету, професор-консультант кафедри геофізичних методів розвідки геологічного факультету. Читав курси лекцій із загальної фізики: «Молекулярна фізика і термодинаміка», «Механіка», «Оптика», «Теорія твердого тіла». Мав 65 наукових праць.

Могила Юрія Карханіна

Помер 28 січня 1993 року. Похований в Києві на Байковому кладовищі (ділянка № 33).

## Громадська діяльність
Протягом багатьох років був членом ряду науково-технічних рад при Мінвузі СРСР, Мінвузі УРСР, АН УРСР, спеціалізованої Ради в Київському університеті. Був членом Науково-методичної ради університету, Вченим секретарем Міністерства вищої освіти, членом Експертної комісії з фізики при МВО УРСР.